# Чепкасы
Чепка́сы (Чепка́с, Чепксик, чув. Чаткас, тат. Чатказ) — река в России, протекает в Татарстане и Чувашии. Правый приток реки Карлы.

## Физико-географическая характеристика
Длина реки — 13 км (по другим данным — 18,1 км), площадь водосборного бассейна — 124 км², коэффициент густоты речной сети 0,35 км/км².
Берёт начало в полях на востоке Шемуршинского района Чувашии, в 2 км к юго-западу от деревни Чепкас-Ильметево. Впадает в Карлу чуть выше села Тимбаево на территории Буинского района Татарстана. Территория водостока безлесная.
От истока течёт по балке на северо-восток через сросшиеся деревню Чепкас-Ильметево, село Чепкас-Ильметьево, деревню Чепкас-Никольское, из которых верхнее и нижнее относятся к Чувашии, а среднее — к Дрожжановскому району Татарстана. На выходе из сёл почти сразу попадает на территорию Буинского района Татарстана и течёт по полям на восток. Через несколько километров река проходит по границе эксклава Чувашии, в котором расположен посёлок Максим Горький, сразу ниже которого течёт на северо-восток через сросшиеся село Энтуганы, посёлки Чувашские Энтуганы, Каменный Брод и в 1 км от окраины последнего села впадает в Карлу на высоте 92 м над уровнем моря.
Имеет 3 притока, основной приток — Ташлык (пр) у села Энтуганы, на нём сооружены крупные пруды.
В бассейне реки также находится село Вольный Стан (Буинский район).

## Данные водного реестра
По данным государственного водного реестра России относится к Верхневолжскому бассейновому округу, водохозяйственный участок реки — Свияга от села Альшеево и до устья, речной подбассейн реки — Волга от впадения Оки до Куйбышевского водохранилища (без бассейна Суры). Речной бассейн реки — (Верхняя) Волга до Куйбышевского водохранилища (без бассейна Оки).
Код объекта в государственном водном реестре — 08010400612112100002553.

## Название
Прежние названия: Почик, Чепкас тож (1651), Почик (1655). Почик — от чув. пӗчӗк «маленький».
Черкас (с притоками Малый Черкас, Средний Черкас) (1859).